# Ernst Hagenmeyer
Ernst Hagenmeyer (* 23. Mai 1937 in Stuttgart) ist ein deutscher Elektroingenieur und Energiemanager. Er war langjährig Honorarprofessor an der Universität Stuttgart.

## Leben
Ernst Hagenmeyer studierte Elektrotechnik an der damaligen Technischen Hochschule Stuttgart und schloss mit dem Grad Diplom-Ingenieur ab. 1968 promovierte er an der inzwischen umbenannten Universität Stuttgart bei Helmut Böcker mit der Arbeit Messung der elektrischen Feldstärke im Gleichfeld aus dem Bereich der Hochspannungs-Gleichstromübertragung zum Dr.-Ing. Anschließend war er bei der Électricité de France (EDF) in Paris tätig, später bei den Technischen Werken der Stadt Stuttgart AG (TWS) und als Leiter der Hauptabteilung „Netzbetrieb“ sowie Leiter „Vertrieb“ bei der Energie-Versorgung Schwaben (EVS). Von 1991 bis 1998 war er Mitglied des Vorstandes bei der EVS für das Ressort „Energiewirtschaft und Netze“ und unter anderem an der zum Jahresanfang 1997 erfolgten Fusion der EVS mit der Badenwerk AG zur Energie Baden-Württemberg AG (EnBW) beteiligt.
Von 1995 bis 2005 hatte Hagenmeyer eine Honorarprofessur für „Energiewirtschaft in Verbundsystemen“ an der Universität Stuttgart am dortigen Institut für Energieübertragung und Hochspannungstechnik inne, das 1955 von seinem späteren Doktorvater Böcker aufgebaut worden war und an dem Hagenmeyer selbst studiert und promoviert hatte.
Hagenmeyer war als Mitglied des Vorstandes des Verbandes der Elektrotechnik, Elektronik und Informationstechnik (VDE) von 1990 bis 1992 Vorsitzender der Energie-Technischen Gesellschaft (ETG). Außerdem war er Vorstandsmitglied im Verband der Elektrizitätswirtschaft (VDEW) und engagierte sich bei der europäischen Stromverbundorganisation Union for the Co-ordination of Transmission of Electricity (UCPTE), der Conseil International des Grands Reseaux Électriques (Cigre) und bei der Union of the Electricity Industry (Eurelectric). Er war Verwaltungsratsmitglied der damaligen Forschungsgemeinschaft für Hochspannungs- und Hochstromtechnik e. V. (FGH).
Hagenmeyer war Erster Vorsitzender der DVG Deutschen Verbundgesellschaft e. V. Er hatte diese Position von 1995 bis zur Überführung in den Verband der Netzbetreiber (VDN) zum Ende des Jahres 2001 inne.
Er engagiert sich im Bund Katholischer Unternehmer (BKU) und war langjähriges Mitglied im BKU-Bundesvorstand. Außerdem ist er Vorsitzender des Stiftungsrates der 2007 gegründeten Bürgerstiftung Ostfildern. Hagenmeyer beteiligt sich an gesellschaftspolitischen Fragen aus naturwissenschaftlich-technischer Sicht; er nimmt an Tagungen und Seminaren teil und hält Vorträge, wie zum Beispiel bei Veranstaltungen des Verbands der Wissenschaftlichen Katholischen Studentenvereine Unitas.
Ernst Hagenmeyer ist verheiratet und hat vier Kinder. Er lebt in Ostfildern bei Stuttgart.

## Publikationen
- Messung der elektrischen Feldstärke im Gleichfeld. Stuttgart 1968 (zugleich Dissertation, Universität Stuttgart 1968).
- Beitrag in: Frank von Auer, Michael Geuenich (Hrsg.): Industriepolitik für Europa. Sozialpartner im Dialog. Talheimer Verlag, Mössingen-Talheim 1996, ISBN 3-89376-052-0 (Reihe Europäische Gespräche, Bd. 5).
- Regionale Versorgungsaspekte in Ostdeutschland. Zwischenbilanz nach einem Jahr Geschäftsbesorgung. In: Energiewirtschaftliche Tagesfragen, 41, 1991, Nr. 8, ISSN 0013-743X.